# ドナウブルー
ドナウブルー（欧字名:Donau Blue、2008年2月9日 - ）は、日本の競走馬、繁殖牝馬。主な勝ち鞍に2012年の京都牝馬ステークス、関屋記念。
馬名の意味は、「ドナウ川の青」。全妹に、中央競馬牝馬三冠馬のジェンティルドンナがいる。

## 経歴

### 2歳（2010年）
2010年10月23日、京都の芝1600メートルの新馬戦で福永祐一鞍上でデビューし1番人気に支持され、福永は行かせるつもりはなかったもののスタート良く好位2番手から直線抜け出してデビュー戦を飾った。続く500万下の白菊賞は新馬戦とは一転して控える競馬に徹し、馬群に包まれて苦しい場面もあったものの直線差しきって2連勝とした。白菊賞の後は桜花賞を見据えて短い休養に入った。

### 3歳（2011年）
年明けの3歳初戦のシンザン記念は、後の三冠馬オルフェーヴルなど牡馬を差し置いて1番人気に推されるも直線伸びず、レッドデイヴィスの5着に敗れる。続くフィリーズレビューも1番人気に推されたが追い込み決まらずフレンチカクタスの4着に敗れ、桜花賞は、レーヴディソール故障で手が空いた福永に手綱が戻る予定だったが抽選に通らず、東日本大震災で阪神開催となったニュージーランドトロフィーもエイシンオスマンの6着となり、GI競走への出走権を逃し続けた。このあと夏場は休養に入り、中間で熱中症にかかるも立て直され大事はなかった。秋初戦のローズステークスは5着に終わって秋華賞への出走は果たせなかった。このあと1000万下の京都の堀川特別は3着に敗れるも11月の京都の芝1800メートルの1000万下の平場戦は直線抜け出して1年ぶりの3勝目となった。

### 4歳（2012年）
古馬となった2012年の初戦として、準オープンの身で京都牝馬ステークスに出走、クリスチャン・デムーロを鞍上に、先行ののち直線は残り1ハロンで抜け出し、インから伸びてきたショウリュウムーンに1馬身2分の1抑え、重賞初制覇を果たした。続く中山牝馬ステークスは初の輸送競馬の影響で馬体重を減らした影響もあり、11着惨敗となった。鞍上にクレイグ・ウィリアムズを迎えて初GI出走となったヴィクトリアマイルは、先行粘るもウィリアムズが追い出した刹那大きく寄れる距離ロスが災いし、ホエールキャプチャに半馬身及ばぬ2着惜敗となった。続く安田記念は好位追走も直線で伸びを欠いてストロングリターンの10着に終わった。休養後、秋の短距離路線を睨んで出走した新潟競馬場での関屋記念ではスタートを決めて2番手追走から抜け出し、追いすがるエーシンリターンズを二度差し返して1分31秒5のレコードタイムで優勝した。秋緒戦の府中牝馬ステークスは1番人気に推され、中から前目でレースを進めるも折り合いを欠く場面もあって最後の直線の伸びを欠いてマイネイザベルの3着に敗れ、続くマイルチャンピオンシップでも中団から直線伸びるもサダムパテックの3着に敗れる。

### 5歳 - 6歳（2013 - 2014年）
5歳初戦の東京新聞杯はいいところなくクラレントの10着に敗れ、1番人気に応えることができなかった。続くダービー卿チャレンジトロフィーもトウケイヘイローの10着に敗れ、ヴィクトリアマイルはヴィルシーナの5着だった。サマーマイルシリーズとなった中京記念と関屋記念はいずれも2番人気ながら4着となり、秋に入り、緒戦の府中牝馬ステークスは先行しホエールキャプチャの2着に粘ったが、その後のマイルチャンピオンシップではスタートが決まらず、トーセンラーの5着に敗れる。そして2014年、引退レースとして京都牝馬ステークスに1番人気で出走したが、2年前の自身と同様に格上挑戦で出走してきたウリウリの2着に敗れた。その後、2014年1月29日付で競走馬登録を抹消され、現役を引退した。

### 引退後
引退後は、生まれ故郷のノーザンファームで繁殖牝馬となった。

## 競走成績
以下の内容は、netkeiba.comおよびJBISサーチの情報に基づく。
| 年月日     | 競馬場 | 競走名             | 格   | 距離（馬場）  | 頭 数 | 枠 番 | 馬 番 | オッズ（人気） | 着順 | タイム （上り3F） | 着差 | 騎手             | 斤量 | 勝ち馬/（2着馬）       |
| ---------- | ------ | ------------------ | ---- | ------------- | ----- | ----- | ----- | -------------- | ---- | ----------------- | ---- | ---------------- | ---- | ---------------------- |
| 2010.10.23 | 京都   | 2歳新馬            |      | 芝1600m（良） | 15    | 2     | 2     | 01.8（1人）    | 1着  | 1:34.6 (35.7)     | -0.3 | 福永祐一         | 54kg | （ムーンパイロット）   |
| 0000.11.28 | 京都   | 白菊賞             | 500  | 芝1600m（良） | 11    | 6     | 6     | 01.7（1人）    | 1着  | 1:36.8 (33.4)     | -0.2 | 福永祐一         | 54kg | （ケイティーズジェム） |
| 2011.01.09 | 京都   | シンザン記念       | GIII | 芝1600m（良） | 16    | 6     | 12    | 02.2（1人）    | 5着  | 1:34.8 (34.3)     | -0.8 | 福永祐一         | 54kg | レッドデイヴィス       |
| 0000.03.21 | 阪神   | フィリーズレビュー | GII  | 芝1400m（稍） | 16    | 6     | 12    | 03.4（1人）    | 4着  | 1:22.6 (35.4)     | -0.3 | U.リスポリ       | 54kg | フレンチカクタス       |
| 0000.04.09 | 阪神   | ニュージーランドT  | GII  | 芝1600m（良） | 18    | 4     | 7     | 16.6（6人）    | 6着  | 1:34.8 (33.3)     | -0.3 | 秋山真一郎       | 54kg | エイシンオスマン       |
| 0000.09.18 | 阪神   | ローズS            | GII  | 芝1800m（良） | 14    | 8     | 14    | 10.6（5人）    | 5着  | 1:48.5 (33.6)     | -0.4 | 浜中俊           | 54kg | ホエールキャプチャ     |
| 0000.10.15 | 京都   | 堀川特別           | 1000 | 芝1800m（稍） | 16    | 3     | 6     | 05.7（3人）    | 3着  | 1:46.2 (34.5)     | -0.2 | 浜中俊           | 53kg | ビッグスマイル         |
| 0000.11.19 | 京都   | 3歳上1000万下      |      | 芝1800m（不） | 11    | 1     | 1     | 01.8（1人）    | 1着  | 1:49.5 (34.5)     | -0.5 | M.デムーロ       | 53kg | （エスカナール）       |
| 2012.01.29 | 京都   | 京都牝馬S          | GIII | 芝1600m（良） | 16    | 2     | 3     | 04.4（2人）    | 1着  | 1:33.8 (34.6)     | -0.2 | C.デムーロ       | 52kg | （ショウリュウムーン） |
| 0000.03.11 | 中山   | 中山牝馬S          | GIII | 芝1800m（重） | 16    | 7     | 14    | 07.7（4人）    | 11着 | 1:51.7 (37.1)     | -1.1 | C.デムーロ       | 54kg | レディアルバローザ     |
| 0000.05.13 | 東京   | ヴィクトリアマイル | GI   | 芝1600m（良） | 18    | 8     | 16    | 14.0（7人）    | 2着  | 1:32.5 (34.1)     | -0.1 | C.ウィリアムズ   | 55kg | ホエールキャプチャ     |
| 0000.06.03 | 東京   | 安田記念           | GI   | 芝1600m（良） | 18    | 6     | 12    | 29.1（14人）   | 10着 | 1:32.1 (35.2)     | -0.8 | 川田将雅         | 56kg | ストロングリターン     |
| 0000.08.12 | 新潟   | 関屋記念           | GIII | 芝1600m（良） | 18    | 7     | 14    | 02.8（1人）    | 1着  | R1:31.5 (32.6)    | -0.0 | 内田博幸         | 54kg | （エーシンリターンズ） |
| 0000.10.13 | 東京   | 府中牝馬S          | GII  | 芝1800m（良） | 17    | 6     | 11    | 02.8（1人）    | 3着  | 1:45.7 (33.4)     | -0.2 | 内田博幸         | 54kg | マイネイサベル         |
| 0000.11.18 | 京都   | マイルCS           | GI   | 芝1600m（稍） | 18    | 8     | 17    | 11.1（5人）    | 3着  | 1:33.0 (34.1)     | -0.1 | C.スミヨン       | 55kg | サダムパテック         |
| 2013.02.03 | 東京   | 東京新聞杯         | GIII | 芝1600m（良） | 16    | 5     | 9     | 4.0（1人）     | 10着 | 1:33.9 (34.1)     | -1.0 | 内田博幸         | 54kg | クラレント             |
| 0000.03.31 | 中山   | ダービー卿CT       | GIII | 芝1600m（良） | 16    | 2     | 3     | 07.1（3人）    | 10着 | 1:33.1 (35.5)     | -0.5 | 福永祐一         | 56kg | トウケイヘイロー       |
| 0000.05.12 | 東京   | ヴィクトリアマイル | GI   | 芝1600m（良） | 18    | 3     | 6     | 14.4（7人）    | 5着  | 1:32.7 (34.1)     | -0.3 | C.ウィリアムズ   | 55kg | ヴィルシーナ           |
| 0000.07.21 | 中京   | 中京記念           | GIII | 芝1600m（良） | 16    | 3     | 6     | 04.1（2人）    | 4着  | 1:33.9 (35.2)     | -0.4 | 内田博幸         | 56kg | フラガラッハ           |
| 0000.08.11 | 新潟   | 関屋記念           | GIII | 芝1600m（良） | 18    | 6     | 12    | 03.5（2人）    | 4着  | 1:32.7 (34.3)     | -0.2 | 内田博幸         | 54kg | レッドスパーダ         |
| 0000.10.14 | 東京   | 府中牝馬S          | GII  | 芝1800m（良） | 13    | 8     | 13    | 08.1（5人）    | 2着  | 1:48.9 (32.8)     | -0.1 | I.メンディザバル | 54kg | ホエールキャプチャ     |
| 0000.11.17 | 京都   | マイルCS           | GI   | 芝1600m（良） | 18    | 5     | 10    | 27.0（10人）   | 5着  | 1:33.0 (33.8)     | -0.6 | W.ビュイック     | 55kg | トーセンラー           |
| 2014.01.25 | 京都   | 京都牝馬S          | GIII | 芝1600m（良） | 16    | 2     | 3     | 03.2（1人）    | 2着  | 1:33.1 (33.6)     | -0.1 | 福永祐一         | 56kg | ウリウリ               |

- タイム欄のRはレコード勝ちを示す

## 繁殖成績
|        | 生年   | 馬名               | 性 | 毛色 | 父               | 馬主                     | 厩舎           | 戦績                          | 主な成績                      | 出典   |
| ------ | ------ | ------------------ | -- | ---- | ---------------- | ------------------------ | -------------- | ----------------------------- | ----------------------------- | ------ |
| 初仔   | 2015年 | イシュトヴァーン   | 牡 | 鹿毛 | ルーラーシップ   | （有）サンデーレーシング | 栗東・石坂正   | 10戦4勝（抹消） 2019年5月死亡 |                               | [ 29 ] |
| 2番仔  | 2016年 | ドナウデルタ       | 牝 | 鹿毛 | ロードカナロア   | （有）サンデーレーシング | 栗東・石坂正   | 18戦6勝（抹消・繁殖）         | ポートアイランドS、信越S（L） | [ 32 ] |
| 3番仔  | 2017年 | ダーヌビウス       | 牝 | 鹿毛 | キングカメハメハ | （有）サンデーレーシング | 栗東・石坂正   | 2戦0勝（抹消・繁殖）          |                               | [ 33 ] |
| 4番仔  | 2018年 | ドナウエレン       | 牝 | 鹿毛 | モーリス         | （有）サンデーレーシング | 栗東・高野友和 | 14戦2勝（抹消・繁殖）         |                               | [ 34 ] |
| 5番仔  | 2019年 | アルモハバナ       | 牝 | 鹿毛 | キングカメハメハ | 吉田和美                 | 栗東・石坂公一 | 2戦0勝（抹消）                |                               | [ 35 ] |
| 6番仔  | 2020年 | ドナウパール       | 牝 | 鹿毛 | エピファネイア   | （有）サンデーレーシング | 栗東・斉藤崇史 | 13戦1勝（現役）               |                               | [ 36 ] |
| 7番仔  | 2021年 | ドナウワルツ       | 牝 | 鹿毛 | モーリス         | （有）サンデーレーシング | 美浦・手塚貴久 | 4戦0勝（抹消）                |                               | [ 37 ] |
| 8番仔  | 2022年 | ディアナザール     | 牡 | 鹿毛 | ロードカナロア   | （有）サンデーレーシング | 栗東・斉藤崇史 | 3戦2勝（現役）                |                               | [ 38 ] |
| 9番仔  | 2023年 | ケールハイム       | 牝 | 栗毛 | エピファネイア   | （有）サンデーレーシング | 栗東・福永祐一 | デビュー前                    |                               | [ 39 ] |
| 10番仔 | 2024年 | ドナウブルーの2024 | 牡 | 鹿毛 | レイデオロ       |                          |                | デビュー前                    |                               | [ 40 ] |

- 2025年4月18日現在

## 血統表
| ドナウブルーの血統                     | ドナウブルーの血統                                   | ドナウブルーの血統                      | （血統表の出典）                    | （血統表の出典）   |
| 父系                                   | サンデーサイレンス系（ヘイロー系）                   | サンデーサイレンス系（ヘイロー系）      | サンデーサイレンス系（ヘイロー系）  |                    |
| 父 ディープインパクト 2002 鹿毛        | 父の父*サンデーサイレンス Sunday Silence 1986 青鹿毛 | Halo                                    | Hail to Reason                      | Hail to Reason     |
| 父 ディープインパクト 2002 鹿毛        | 父の父*サンデーサイレンス Sunday Silence 1986 青鹿毛 | Halo                                    | Cosmah                              |                    |
| 父 ディープインパクト 2002 鹿毛        | 父の父*サンデーサイレンス Sunday Silence 1986 青鹿毛 | Wishing Well                            | Understanding                       | Understanding      |
| 父 ディープインパクト 2002 鹿毛        | 父の父*サンデーサイレンス Sunday Silence 1986 青鹿毛 | Wishing Well                            | Mountain Flower                     |                    |
| 父 ディープインパクト 2002 鹿毛        | 父の母*ウインドインハーヘア 1991 鹿毛                | Alzao                                   | Lyphard                             | Lyphard            |
| 父 ディープインパクト 2002 鹿毛        | 父の母*ウインドインハーヘア 1991 鹿毛                | Alzao                                   | Lady Rebecca                        |                    |
| 父 ディープインパクト 2002 鹿毛        | 父の母*ウインドインハーヘア 1991 鹿毛                | Burghclere                              | Busted                              | Busted             |
| 父 ディープインパクト 2002 鹿毛        | 父の母*ウインドインハーヘア 1991 鹿毛                | Burghclere                              | Highclere                           |                    |
| 母 *ドナブリーニ Donna Blini 2003 栗毛 | 母の父Bertolini 1996                                 | Danzig                                  | Northern Dancer                     | Northern Dancer    |
| 母 *ドナブリーニ Donna Blini 2003 栗毛 | 母の父Bertolini 1996                                 | Danzig                                  | Pas de Nom                          |                    |
| 母 *ドナブリーニ Donna Blini 2003 栗毛 | 母の父Bertolini 1996                                 | Aquilegia                               | Alydar                              | Alydar             |
| 母 *ドナブリーニ Donna Blini 2003 栗毛 | 母の父Bertolini 1996                                 | Aquilegia                               | Courtly Dee                         |                    |
| 母 *ドナブリーニ Donna Blini 2003 栗毛 | 母の母Cal Norma's Lady 1988                          | *リファーズスペシャル Lyphard's Special | Lyphard                             | Lyphard            |
| 母 *ドナブリーニ Donna Blini 2003 栗毛 | 母の母Cal Norma's Lady 1988                          | *リファーズスペシャル Lyphard's Special | My Bupers                           |                    |
| 母 *ドナブリーニ Donna Blini 2003 栗毛 | 母の母Cal Norma's Lady 1988                          | June Darling                            | *ジュニアス Junius                  | *ジュニアス Junius |
| 母 *ドナブリーニ Donna Blini 2003 栗毛 | 母の母Cal Norma's Lady 1988                          | June Darling                            | Beau Darling                        |                    |
| 母系(F-No.)                            | (FN:16-f)                                            | (FN:16-f)                               | (FN:16-f)                           | [ § 2 ]            |
| 5代内の近親交配                        | Lyphard 4×4、Northern Dancer 5×4・5                  | Lyphard 4×4、Northern Dancer 5×4・5     | Lyphard 4×4、Northern Dancer 5×4・5 | [ § 3 ]            |
| 出典                                   | 1. 2. 3.                                             | 1. 2. 3.                                | 1. 2. 3.                            | 1. 2. 3.           |

- 全妹ジェンティルドンナは2012年の牝馬三冠競走、2012年・2013年のジャパンカップ、2014年のドバイシーマクラシック、有馬記念[42]優勝馬。2016年に顕彰馬に選定[43]。
- 母ドナブリーニは英G1チェヴァリーパークステークス、英G2チェリーヒントンステークスを優勝している。
- 母父・Bertoliniは英G3ジュライステークスを優勝しているが重賞勝利はこれのみで、他では2000年の英G1ナンソープステークス2着などが目立つ程度。1999年の仏G1アベイ・ド・ロンシャン賞、2000年の英G1ジュライカップでは、いずれも日本から遠征してきたアグネスワールドに敗れている。
- 3代父・リファーズスペシャルの全妹にビューパーダンス[44]（産駒にアイリッシュダンス[45][注 1]）。
- 母・ドナブリーニの半妹に、2019年の日本ダービー優勝馬ロジャーバローズの母であるリトルブックがいる[49]。